# جيمس جورمان
جيمس جورمان (بالإنجليزية: James Gorman)‏ (1882 - 1957) هو لاعب كرة قدم بريطاني (وحمل سابقاً جنسية المملكة المتحدة لبريطانيا العظمى وأيرلندا) في مركز قلب الدفاع. لعب مع نادي ليفربول.